# Black Radio
Black Radio è il quinto album in studio del musicista statunitense Robert Glasper, pubblicato nel 2012 a nome Robert Glasper Experiment.

## Tracce
1. Lift Off / Mic Check (featuring Shafiq Husayn) – 3:57 (Robert Glasper, S. Husayn)
2. Afro Blue (featuring Erykah Badu) – 5:13 (Mongo Santamaría, Oscar Brown)
3. Cherish the Day (featuring Lalah Hathaway) – 5:53 (Sade Adu, Andrew Hale, Stuart Matthewman)
4. Always Shine (featuring Lupe Fiasco & Bilal) – 5:22 (R. Glasper, W. Jaco)
5. Gonna Be Alright (F.T.B.) (featuring Ledisi) – 6:13 (R. Glasper, L. Young)
6. Move Love (featuring KING) – 3:22 (R. Glasper, Paris Strother)
7. Ah Yeah... That's Just Great (featuring Musiq Soulchild & Chrisette Michele) – 5:13 (R. Glasper, P. Gallitano, Derrick Hodge, T. Johnson, C. M. Payne)
8. The Consequences of Jealousy (featuring Meshell Ndegeocello) – 6:12 (R. Glasper, M. Ndegeocello)
9. Why Do We Try (featuring Stokley) – 6:32 (Jeffrey Allen (2))
10. Black Radio (featuring Yasiin Bey) – 5:26 (R. Glasper, D. Hodge, Chris E. Dave, D. Smith)
11. Letter to Hermione (featuring Bilal) – 4:52 (David Bowie)
12. Smells Like Teen Spirit – 7:24 (Kurt Cobain, Dave Grohl, Krist Novoselic)

Tracce Bonus iTunes
1. A Love Supreme – 5:20 (John Coltrane)

Tracce Bonus Europa
1. Fever (featuring Hindi Zahra) – 6:48 (R. Glasper, H. Zahra)

## Premi
- Grammy Award
  - 2013: "miglior album R&B"

## Classifiche
| Classifica (2012) | Posizione raggiunta |
| ----------------- | ------------------- |
| Regno Unito       | 81                  |
| Stati Uniti       | 15                  |